# マン・オブ・スティール (コミック)
『マン・オブ・スティール』（The Man of Steel）は、1986年にDCコミックスから出版された「スーパーマン」の新しいオリジンを描いたミニシリーズ。2013年の実写映画『マン・オブ・スティール』も同様にリブートとしてタイトルが引用された。ライターとアーティストはジョン・バーン、着色はディック・ジョルダーノ、レタラーはジョン・コスタンザ。

## 概要
スーパーマンは本作で設定がリブートされ、ジョン・バーンによって「カル゠エルはクリプトン星の唯一の生き残りで、カンザス州に飛来、クラーク・ケントと名付けられスモールヴィルで育ち、デイリー・プラネットへ入社する」という今日まで知られる設定が描かれている。ロイス・レインはデイリー・プラネット社のリポーター、バットマンとの初の対面、ビザロはスーパーマンのクローン、レックス・ルーサーはマッドサイエンティストから悪の実業家に変更され改めて紹介された。
当時のDCコミックスの編集者達は、新しい読者のために複雑化した設定を整理する必要性を感じていた。スーパーマンは1938年にジェリー・シーゲルとジョー・シャスターによって創造された後、1945年の『More Fun Comics #101』でスモールヴィルで過ごしていた時期のスーパーボーイの設定が加えられ、1959年の『Action Comics #252』でスーパーガールが登場し「クリプトン星の唯一の生き残り」ではなくなっていた。
また、1961年には「2つの世界のフラッシュ」でマルチバースの設定が導入され、ゴールデンエイジの設定を「アース2」、シルバーエイジの設定を「アース1」とすることで区別していた。マルチバースの概念は作品に多様性を生み出すことに貢献したものの、キャラクター毎の設定は複雑化する一方であった。これらの問題を解決するため、1985年からクロスオーバーイベント『クライシス・オン・インフィニット・アース』が行われ、スーパーマンを含めた多くのDCコミックスのキャラクターの設定は整理されリブートされた。

## あらすじ
1．"The Legend Begins"
クリプトン人のジョー゠エルは帰宅すると執事ロボットのケレックスに用事の確認をする。同じく執事ロボットのキロアも気に掛ける。ジョー゠エルはジェステーション・チェンバーから赤ん坊の母胎となるマトリックスを盗み出していた。妻のラーラはクリプトンの法を破ってまで子供を持ち出したことに驚く。ジョー゠エルがラーラにクリプトン星はいずれ破滅することを説明している間にも噴火が始まり、赤ん坊を乗せたロケットを発射させる。
冬の嵐の夜、カンザス州スモールヴィルのジョナサン・ケントとマーサ・ケント夫妻の農場にロケットが墜落する。ロケットから赤ん坊が現れ、ジョナサンは火星人かもしれないと疑うが、マーサはサイエンス・フィクションの読み過ぎだと一蹴する。赤ん坊は「クラーク・ケント」と名付けられ2人に育てられた。クラークが高校生になった頃、ジョナサンから出自の真実を教えられ戸惑うが、自身の特別な力を有意義なものにするため大都会メトロポリスへ旅立つ。
3年後、クラークはスモールヴィルへ戻り、スペースプレーンの事故を救った際の自身の扱われ方に不満を抱いたことをジョナサンとマーサに語る。居合わせた記者からは質問攻めにされ、近寄る人々からは野生動物を見るかのような状況だったという。公の場で特別な力を使った時の反応を実感したクラークは、マーサにコスチュームを仕立ててもらい、ブーツとケープを身につけ「スーパーマン」というアイデンティティーを生み出す。
2．"Introducing Lois Lane"
クラークはコスチュームを身につけてメトロポリスで活動を始める。デイリー・プラネット新聞社のペリー・ホワイトが空を飛ぶクラークを発見し、部下のロイス・レインに「スーパーマン」の記事を書くよう指示する。スーパーマンはメトロポリス全域で活躍するが、ロイスが現場に駆け付けたときには既に去った後で、スーパーマンを見つけることができない。そこでロイスは車に乗って自ら港に飛び込み助けを呼ぶ。作戦は成功しスーパーマンに助けられ自宅まで送ってもらい、引き留めてインタビューを行う。ロイスはすぐにそれを記事にしてペリーのもとへ届けるが、ペリーは既にスーパーマンに関する記事を新人記者のクラーク・ケントから受け取っていた。
3．"Face-To-Face With The Dark Knight"
スーパーマンはゴッサム・シティで自警活動を行うバットマンのことをアウトローだと考えていた。バットマンがマグパイという名のヴィランを調査している最中に2人は初めて遭遇する。バットマンは「自分に触れるとこの街のどこかに仕掛けた爆弾が爆発する」とスーパーマンに警告する。マグパイは逮捕され、スーパーマンはメトロポリスとゴッサムの犯罪者の違いから、バットマンが法に縛られない活動をしている理由を悟る。バットマンから爆弾はユーティリティベルトに入れて持ち歩いていたことを明かされ、スーパーマンはバットマンの考え方に完全に納得はできなかったが、その覚悟を理解する。一方バットマンは、スーパーマンの人柄に「出会いが異なれば友人となっていたかもしれない」と思うのだった。
4．"Lex Luthor Strikes"
クラークとロイスは豪華客船で開催されるレックス・ルーサーのパーティーへ向かう。2人はプライベートルームへと通され、ロイスはルーサーからアプローチをされる。届けられたドレスがルーサーからのものということに気が付いたロイスは、ドレスを脱ぎ捨てその場から立ち去ろうとする。そこへ突然テロリストが現る。クラークは海に投げ込まれ、ロイスは他の人質と共に集められる。クラークはスーパーマンのスーツに着替えると、豪華客船ごと抱え上げ港へ運ぶ。ルーサーを追及すると、テロリストはスーパーマンを呼ぶための自作自演だったことが発覚し、ルーサーは逮捕される。後日ルーサーが再び現れ、自身が牛耳るメトロポリスでスーパーマンは致命的な間違いを犯したと指摘して抹殺を宣言する。
5．"The Beast Within"
スーパーマンがレックスコープの社長室でルーサーの悪事を追及している間に、ルーサーはスーパーマンの身体情報を収集する。それらの情報を分析した結果、スーパーマンが純粋な地球の人間ではなく、エイリアンであることが発覚する。そしてルーサーはその情報をもとにスーパーマンのクローンを作り出すが実験は失敗し、クローンは結晶化してしまう。数日後、クローンはメトロポリスを徘徊しながらスーパーマンと同じように人助けをしはじめる。ロイスの妹ルーシー・レインも助けられ、ルーシーは視力を失っていたためスーパーマンだと誤解する。しかし、クローンは本物のスーパーマンと遭遇すると襲いかかり街中で戦闘になる。スーパーマンがクローンを破壊して倒すと、その塵を浴びたルーシーは視力を取り戻す。
6．"Return To Smallville"
クラークはスモールヴィルへ帰郷してケント夫妻と再会する。クラークはメトロポリスでの日々の出来事を報告し、ロイスとの出会いを通じて「スーパーマン」という存在が私生活が見えない派手なコスチュームを身につけた非現実的なものであることを自覚していた。その日の夜、クラークが眠れずに冷蔵庫を物色しているとジョー゠エルの幻影が現れ、触れられた瞬間、クリプトン星のイメージが流れ込む。そうして本当の父親ジョー゠エルと母親ラーラのこと、クリプトン星が爆発する直前にロケットで地球へ送られたことを知る。クラークは「スーパーマン」という存在がクリプトン人由来のものであり、「クラーク・ケント」という1人の人間としての存在は地球で生きてきた日々によって形成されたと考える。

## 書誌情報
- Superman: The Man of Steel Vol.1 (softcover) ISBN 978-0930289287